# Rallye du Mexique 2014
Le Rallye du Mexique 2014 est le 3e rallye du Championnat du monde des rallyes 2014.
La cérémonie de départ est donnée à Guanajuato, site inscrit au Patrimoine mondial de l'UNESCO.

## Résultats

### Classement final
| Rang              | Pilote             | Copilote          | Numéro            | Voiture               | Écurie                      | Temps             | Écart             | Points            |
| Toutes catégories | Toutes catégories  | Toutes catégories | Toutes catégories | Toutes catégories     | Toutes catégories           | Toutes catégories | Toutes catégories | Toutes catégories |
| ----------------- | ------------------ | ----------------- | ----------------- | --------------------- | --------------------------- | ----------------- | ----------------- | ----------------- |
| 1.                | Sébastien Ogier    | Julien Ingrassia  | 1                 | Volkswagen Polo WRC R | Volkswagen Motorsport       | 4 h 27 min 41 s 8 | --                | 283               |
| 2.                | Jari-Matti Latvala | Miikka Anttila    | 2                 | Volkswagen Polo WRC R | Volkswagen Motorsport       | 4 h 28 min 54 s 4 | +1 min 12 s 6     | 202               |
| 3.                | Thierry Neuville   | Nicolas Gilsoul   | 7                 | Hyundai i20 WRC       | Hyundai Motorsport          | 4 h 33 min 10 s 4 | +5 min 28 s 6     | 15                |
| 4.                | Elfyn Evans        | Daniel Barrit     | 6                 | Ford Fiesta RS WRC    | M-Sport WRT                 | 4 h 34 min 31 s 1 | +6 min 49 s 3     | 12                |
| 5.                | Martin Prokop      | Jan Tománek       | 21                | Ford Fiesta RS WRC    | Jipocar Czech National Team | 4 h 37 min 36 s 2 | +9 min 54 s 4     | 10                |
| 6.                | Beníto Guerra      | Borja Rozada      | 11                | Ford Fiesta RS WRC    | M-Sport World Rally Team    | 4 h 40 min 39 s 4 | +12 min 57 s 6    | 8                 |
| 7.                | Chris Atkinson     | Stéphane Prévot   | 8                 | Hyundai i20 WRC       | Hyundai Motorsport          | 4 h 42 min 57 s 2 | +15 min 15 s 4    | 6                 |
| 8.                | Mikko Hirvonen     | Jarmo Lehtinen    | 5                 | Ford Fiesta RS WRC    | M-Sport WRT                 | 4 h 44 min 48 s 6 | +17 min 06 s 8    | 51                |
| 9.                | Mads Østberg       | Jonas Andersson   | 4                 | Citroën DS3 WRC       | Citroën Total Abu Dhabi WRT | 4 h 53 min 23 s 4 | +25 min 41 s 6    | 2                 |
| 10.               | Yuriy Protasov     | P. Cherepin       | 32                | Ford Fiesta R5 WRC2   | Yuriy Protasov              | 4 h 56 min 00 s 0 | +28 min 18 s 2    | 1                 |

3, 2, 1 : y compris les 3, 2 et 1 points attribués aux trois premiers de la spéciale télévisée (power stage).

### Spéciales chronométrées
| Étape          | Spéciale | Heure   | Nom                             | Distance | Vainqueur          | Temps         | Leader          |
| -------------- | -------- | ------- | ------------------------------- | -------- | ------------------ | ------------- | --------------- |
| 1re (6-7 mars) | ES1      | 20 h 09 | Monster street stage Guanajuato | 1,01 km  | Sébastien Ogier    | 52 s 9        | Sébastien Ogier |
| 1re (6-7 mars) | ES2      | 08 h 32 | Los Mexicanos 1                 | 9,88 km  | Sébastien Ogier    | 7 min 40 s 2  | Sébastien Ogier |
| 1re (6-7 mars) | ES3      | 09 h 05 | El Chocolate 1                  | 44,03 km | Mads Østberg       | 30 min 04 s 8 | Mads Østberg    |
| 1re (6-7 mars) | ES4      | 10 h 08 | Las Minas 1                     | 15,59 km | Mads Østberg       | 11 min 18 s 2 | Mads Østberg    |
| 1re (6-7 mars) | ES5      | 11 h 08 | Parque GTO Bicentenario 1       | 2,60 km  | Sébastien Ogier    | 2 min 23 s 3  | Mads Østberg    |
| 1re (6-7 mars) | ES6      | 14 h 01 | Los Mexicanos 2                 | 9,88 km  | Sébastien Ogier    | 7 min 33 s 7  | Mads Østberg    |
| 1re (6-7 mars) | ES7      | 14 h 41 | El Chocolate 2                  | 44,03 km | Sébastien Ogier    | 29 min 29 s 0 | Sébastien Ogier |
| 1re (6-7 mars) | ES8      | 15 h 44 | Las Minas 2                     | 15,59 km | Sébastien Ogier    | 11 min 06 s 1 | Sébastien Ogier |
| 1re (6-7 mars) | ES9      | 16 h 37 | Parque GTO Bicentenario 2       | 2,60 km  | Jari-Matti Latvala | 2 min 22 s 2  | Sébastien Ogier |
| 1re (6-7 mars) | ES10     | 17 h 37 | Super Special 1                 | 2,21 km  | Sébastien Ogier    | 1 min 42 s 1  | Sébastien Ogier |
| 1re (6-7 mars) | ES11     | 17 h 42 | Super Special 2                 | 2,21 km  | Mads Østberg       | 1 min 42 s 5  | Sébastien Ogier |
| 2e (8 mars)    | ES12     | 09 h 28 | Ibarilla 1                      | 30,33 km | Sébastien Ogier    | 17 min 44 s 3 | Sébastien Ogier |
| 2e (8 mars)    | ES13     | 10 h 46 | Otates                          | 53,69 km | Sébastien Ogier    | 36 min 40 s 1 | Sébastien Ogier |
| 2e (8 mars)    | ES14     | 14 h 19 | Ibarilla 2                      | 30,33 km | Sébastien Ogier    | 17 min 30 s 0 | Sébastien Ogier |
| 2e (8 mars)    | ES15     | 15 h 37 | Otatitos                        | 43,06 km | Sébastien Ogier    | 30 min 19 s 8 | Sébastien Ogier |
| 2e (8 mars)    | ES16     | 17 h 08 | El Bringo 1                     | 8,25 km  | Sébastien Ogier    | 4 min 40 s 2  | Sébastien Ogier |
| 2e (8 mars)    | ES17     | 18 h 08 | Super Special 3                 | 2,21 km  | Jari-Matti Latvala | 1 min 40 s 0  | Sébastien Ogier |
| 2e (8 mars)    | ES18     | 18 h 13 | Super Special 4                 | 2,21 km  | Kris Meeke         | 1 min 42 s 2  | Sébastien Ogier |
| 3e (9 mars)    | ES19     | 08 h 55 | Super Special 5                 | 4,42 km  | Sébastien Ogier    | 3 min 22 s 0  | Sébastien Ogier |
| 3e (9 mars)    | ES20     | 09 h 58 | Guanajuatito                    | 55,92 km | Mads Østberg       | 35 min 45 s 8 | Sébastien Ogier |
| 3e (9 mars)    | ES21     | 11 h 21 | Derramadero                     | 11,63 km | Mads Østberg       | 7 min 07 s 5  | Sébastien Ogier |
| 3e (9 mars)    | ES22*    | 12 h 08 | El Bringo 2                     | 8,25 km  | Sébastien Ogier    | 4 min 34 s 2  | Sébastien Ogier |

* : spéciale télévisée attribuant des points aux trois premiers pilotes

## Classement au championnat après l'épreuve

### Classement des pilotes
Selon le système de points en vigueur, les 10 premiers équipages remportent des points, 25 points pour le premier, puis 18, 15, 12, 10, 8, 6, 4, 2 et 1.
| Rang | Pilote              | Rallyes | Rallyes | Rallyes | Rallyes | Rallyes | Rallyes | Rallyes | Rallyes | Rallyes | Rallyes | Rallyes | Rallyes | Rallyes | Total points |
| Rang | Pilote              | MON     | SUE     | MEX     | POR     | ARG     | ITA     | POL     | FIN     | GER     | AUS     | FRA     | ESP     | GBR     | Total points |
| ---- | ------------------- | ------- | ------- | ------- | ------- | ------- | ------- | ------- | ------- | ------- | ------- | ------- | ------- | ------- | ------------ |
| 1er  | Sébastien Ogier     | 272     | 8       | 283     | -       | -       | -       | -       | -       | -       | -       | -       | -       | -       | 63           |
| 2e   | Jari-Matti Latvala  | 133     | 272     | 202     | -       | -       | -       | -       | -       | -       | -       | -       | -       | -       | 60           |
| 3e   | Mads Østberg        | 12      | 183     | 2       | -       | -       | -       | -       | -       | -       | -       | -       | -       | -       | 32           |
| 4e   | Andreas Mikkelsen   | 6       | 18      | 0       | -       | -       | -       | -       | -       | -       | -       | -       | -       | -       | 24           |
| 5e   | Elfyn Evans         | 8       | Ab      | 12      | -       | -       | -       | -       | -       | -       | -       | -       | -       | -       | 20           |
| 6e   | Bryan Bouffier      | 18      | -       | -       | -       | -       | -       | -       | -       | -       | -       | -       | -       | -       | 18           |
| 7e   | Mikko Hirvonen      | Ab      | 131     | 51      | -       | -       | -       | -       | -       | -       | -       | -       | -       | -       | 18           |
| 8e   | Kris Meeke          | 161     | 1       | Ab      | -       | -       | -       | -       | -       | -       | -       | -       | -       | -       | 17           |
| 9e   | Thierry Neuville    | Ab      | 0       | 15      | -       | -       | -       | -       | -       | -       | -       | -       | -       | -       | 15           |
| 10e  | Ott Tänak           | -       | 10      | 0       | -       | -       | -       | -       | -       | -       | -       | -       | -       | -       | 10           |
| 11e  | Martin Prokop       | Ab      | Ab      | 10      | -       | -       | -       | -       | -       | -       | -       | -       | -       | -       | 10           |
| 12e  | Beníto Guerra       | -       | -       | 8       | -       | -       | -       | -       | -       | -       | -       | -       | -       | -       | 8            |
| 13e  | Henning Solberg     | -       | 6       | -       | -       | -       | -       | -       | -       | -       | -       | -       | -       | -       | 6            |
| 14e  | Chris Atkinson      | -       | -       | 6       | -       | -       | -       | -       | -       | -       | -       | -       | -       | -       | 6            |
| 15e  | Jaroslav Melicharek | 4       | -       | -       | -       | -       | -       | -       | -       | -       | -       | -       | -       | -       | 4            |
| 16e  | Pontus Tidemand     | -       | 4       | -       | -       | -       | -       | -       | -       | -       | -       | -       | -       | -       | 4            |
| 17e  | Matteo Gamba        | 2       | -       | -       | -       | -       | -       | -       | -       | -       | -       | -       | -       | -       | 2            |
| 18e  | Craig Breen         | -       | 2       | -       | -       | -       | -       | -       | -       | -       | -       | -       | -       | -       | 2            |
| 19e  | Yuriy Protasov      | 1       | 0       | 1       | -       | -       | -       | -       | -       | -       | -       | -       | -       | -       | 2            |

| Couleur | Résultat                                                         |
| ------- | ---------------------------------------------------------------- |
| Or      | Vainqueur                                                        |
| Argent  | 2e place                                                         |
| Bronze  | 3e place                                                         |
| Vert    | Classé, dans les points                                          |
| Bleu    | Classé, hors des points Non classé (Nc.)                         |
| Mauve   | Abandon (Ab.) Retrait (Re.)                                      |
| Noir    | Disqualifié (Dq.)                                                |
| Blanc   | N'a pas pris le départ (Np.) Forfait (Forf.) Épreuve annulée (A) |
| Aucune  | N'a pas participé (-)                                            |

3, 2, 1 : y compris les 3, 2 et 1 points attribués aux trois premiers de la spéciale télévisée (power stage).

### Classement des constructeurs
| Rang | Équipe                                   | Rallyes | Rallyes | Rallyes | Rallyes | Rallyes | Rallyes | Rallyes | Rallyes | Rallyes | Rallyes | Rallyes | Rallyes | Rallyes | Total points |
| Rang | Équipe                                   | MON     | SUE     | MEX     | POR     | ARG     | ITA     | POL     | FIN     | GER     | AUS     | FRA     | ESP     | GBR     | Total points |
| ---- | ---------------------------------------- | ------- | ------- | ------- | ------- | ------- | ------- | ------- | ------- | ------- | ------- | ------- | ------- | ------- | ------------ |
| 1er  | Volkswagen Motorsport                    | 37      | 35      | 43      | -       | -       | -       | -       | -       | -       | -       | -       | -       | -       | 115          |
| 2e   | Citroën Total Abu Dhabi World Rally Team | 33      | 23      | 4       | -       | -       | -       | -       | -       | -       | -       | -       | -       | -       | 60           |
| 3e   | M-Sport World Rally Team                 | 8       | 14      | 18      | -       | -       | -       | -       | -       | -       | -       | -       | -       | -       | 40           |
| 4e   | Hyundai Shell World Rally Team           | 0       | 8       | 23      | -       | -       | -       | -       | -       | -       | -       | -       | -       | -       | 31           |
| 5e   | Volkswagen Motorsport II                 | 10      | 16      | 2       | -       | -       | -       | -       | -       | -       | -       | -       | -       | -       | 28           |
| 6e   | Jipocar Czech National Team              | 0       | 0       | 10      | -       | -       | -       | -       | -       | -       | -       | -       | -       | -       | 10           |
| 7e   | RK M-Sport World Rally Team              | 0       | 4       | 0       | -       | -       | -       | -       | -       | -       | -       | -       | -       | -       | 4            |